# ديفون جي. مور
ديفون جي. مور (بالإنجليزية: Devon J. Moore)‏ (27 نوفمبر 1982)؛ كاتِبة وشاعرة أمريكية.